# Pio Carlo Falletti
Pio Carlo Falletti, noto anche come Falletti Fossati, (Torino, 9 aprile 1848 – Chiomonte, 10 agosto 1933), è stato uno storico italiano.

## Biografia
Era figlio di Maria Petronilla Fossati e del conte Francesco Giuseppe Falletti di Villafalletto. I genitori non erano sposati e da giovane prese il cognome della madre. Il padre poté legittimarlo solo dopo la morte della prima moglie. 
Da giovane fu mandato a studiare al seminario di Biella. 
Dopo la licenza presa al liceo Gioberti di Torino, entrò all'Università di Torino per studiare matematica, ma dopo un anno si trasferì alla Facoltà di Lettere, dove studiò storia antica e nuova, latino e linguistica generale.
Nel 1872, conseguì la laurea con una tesi sulla storia del feudalesimo, e poi continuò i suoi studi presso il Istituto superiore di studi pratici e di perfezionamento a Firenze, con una tesi di dottorato, discussa due anni dopo, sulla storia di questa città nel Rinascimento. Già in questo momento, aveva iniziato a scrivere opere sulla storia d'Italia, e a interessarsi al tumulto dei Ciompi.
Dopo la laurea, divenne un insegnante di ginnasio: prima lavorò a Sassari per due anni, poi per sette anni ha insegnato storia e geografia a Siena, e contemporaneamente era impegnato a studiare la storia della città.
Nel 1883 divenne professore straordinario del dipartimento di storia dell'Università di Palermo; dedicava tutto il suo tempo libero allo studio della storia siciliana negli archivi locali. Tre anni dopo divenne professore ordinario.
Nel 1893 fu nominato alla cattedra di storia moderna all'Università di Bologna e in questo periodo condusse numerosi studi sulla storia di varie regioni italiane, in particolare, dal 1904 al 1916 si specializzò principalmente nella storia della Romagna.
Alla fine degli anni 1910, aveva perso quasi tutta la sua famiglia: molti dei suoi figli erano morti nell'infanzia, anche sua moglie era morta a quell'epoca. Da quel periodo ridusse le pubblicazioni, ma non lasciò né gli studi sulla storia di Bologna del XIII secolo, né l'insegnamento. Si ritirò nel 1921, e tornò a Torino, dove trascorse gli ultimi anni della sua vita con la figlia.
Fu considerato uno dei più grandi storici d'Italia del suo tempo, specializzato in storia nazionale; ha scritto un gran numero di opere.

## Opere
Le opere più famose sono:
- "La Fuga di Michelangelo" (1876)
- "Principali causa della caduta della Repubblica Senese" (1883)
- Saggi, Assedio di Firenze, contributo (1885).